# La Chapelle-Palluau
La Chapelle-Palluau település Franciaországban, Vendée megyében. Lakosainak száma 1108 fő (2022. január 1.). La Chapelle-Palluau Aizenay, Maché, Palluau, Le Poiré-sur-Vie és Saint-Paul-Mont-Penit községekkel határos.

## Népesség
A település népességének változása:
| Lakosok száma | 928  | 944  | 968  | 946  | 945  | 935  | 992  | 1050 | 1108 |
|               | 2013 | 2015 | 2016 | 2017 | 2018 | 2019 | 2020 | 2021 | 2022 |